# Daly Cherry-Evans

a Compétitions nationales et continentales officielles uniquement.

b Matchs officiels uniquement.
Daly Cherry-Evans, né le 20 février 1989 à Redcliffe, est un joueur de rugby à XIII australien évoluant au poste de demi de mêlée ou de demi d'ouverture dans les années 2010 et 2020.
Baignant dans le monde du rugby à XIII depuis son enfance avec un père joueur professionnel dans le championnat de Brisbane, Daly Cherry-Evans est rapidement intégré dans l'équipe jeunes des Manly-Warringah Sea Eagles. Il prend part à la National Rugby League à partir de 2011 et devient l'un des demis de mêlée référent du Championnat durant plus de quinze années. Il remporte la NRL dès sa première année en 2011 et dispute une autre finale en 2013. À titre individuel, il a été élu meilleur joueur de la finale de la National Rugby League en 2013 , et meilleur demi de mêlée de la National Rugby League en 2014.
Il occupe l'un des postes des plus concurrentiels en Australie et en sélection représentative (sélection du Queensland) avec Johnathan Thurston, Cooper Cronk et Ben Hunt. Avec le Queensland dont il prend le capitanat de 2019 à 2024, il parvient toutefois à disputer de nombreux « State of Origin », gagnant les éditions 2013, 2015, 2020, 2022 et 2023. En sélection d'Australie, il prend part aux titres de Coupe du monde en 2013 et 2022, ainsi qu'au Tournoi des Quatre Nations en 2011.

## Biographie
Daly Cherry-Evans est né à Redcliffe (Queensland) d'une mère anglaise et d'un père australien. Son père, Troy Evans, été également joueur de rugby à XIII aux Norths Devils et Redcliffe Dolphins dans le championnat de Brisbane. Il porte le prénom Daly en référence au double champion olympique de décathlon Daley Thompson. Daly Cherry-Evans est initié au rugby à XIII dès son plus jeune âge. Il est repéré en 2008 par le club des Sea Eagles de Manly qui lui propose un contrat pour intégrer l'équipe des moins de vingt ans.
En 2010, il évolue dans l'une des équipes réserves de Manly, les Sunshine Coast Sea Eagles en Coupe du Queensland. Nommé capitaine, il est élu meilleur joueur de la saison et meilleur débutant en Coupe du Queensland.
En 2011, il intègre les Sea Eagles de Manly en National Rugby League et y devient titulaire à la suite du départ de Matt Orford. Sa première saison est couronnée d'un titre de champion de NRL. L'Angleterre propose à Cherry-Evans de rejoindre la sélection anglaise, mais celui-ci préfère attendre que l'Australie fasse appel à lui.

## Palmarès
- Collectif :
  - Vainqueur de la Coupe du monde : 2013 et 2022 (Australie).
  - Vainqueur de la Coupe du monde de rugby à neuf : 2019 (Australie).
  - Vainqueur du Tournoi des Quatre Nations : 2011 (Australie).
  - Vainqueur du State of Origin : 2013, 2015, 2020, 2022 et 2023 (Queensland).
  - Vainqueur de la National Rugby League : 2011 (Manly-Warringah).
  - Finaliste du Tournoi des Quatre Nations : 2014 (Australie).
  - Finaliste de la National Rugby League : 2013 (Manly-Warringah).

- Individuel :
  - Elu meilleur demi de mêlée de la National Rugby League : 2014 (Manly-Warringah).
  - Elu meilleur joueur de la finale de la National Rugby League : 2013 (Manly-Warringah).

### Coupe du monde
| Édition         | Rang     | Résultats Australie | Résultats Cherry-Evans | Matchs Cherry-Evans |
| --------------- | -------- | ------------------- | ---------------------- | ------------------- |
| Angleterre 2013 | Champion | 6 v, 0 n, 0 d       | 5 v, 0 n, 0 d          | 5/6                 |
| Angleterre 2022 | Champion | 6 v, 0 n, 0 d       | 3 v, 0 n, 0 d          | 3/6                 |

### Détails en sélection
| 1.  | 13 novembre 2011 | Pays de Galles   | 56-14 | Quatre Nations | Remplaçant       | 4 | 1 | - | - |
| 2.  | 2 novembre 2013  | Fidji            | 34-2  | Coupe du monde | Demi de mêlée    | 4 | 1 | - | - |
| 3.  | 9 novembre 2013  | Irlande          | 50-0  | Coupe du monde | Demi d'ouverture | 4 | 1 | - | - |
| 4.  | 16 novembre 2013 | États-Unis       | 62-0  | Coupe du monde | Remplaçant       | - | - | - | - |
| 5.  | 23 novembre 2013 | Fidji            | 64-0  | Coupe du monde | Remplaçant       | - | - | - | - |
| 6.  | 30 novembre 2013 | Nouvelle-Zélande | 34-2  | Coupe du monde | Remplaçant       | - | - | - | - |
| 7.  | 2 mai 2014       | Nouvelle-Zélande | 30-18 | ANZAC Test     | Remplaçant       | - | - | - | - |
| 8.  | 25 octobre 2014  | Nouvelle-Zélande | 12-30 | Quatre Nations | Demi d'ouverture | - | - | - | - |
| 9.  | 2 novembre 2014  | Angleterre       | 16-12 | Quatre Nations | Demi d'ouverture | - | - | - | - |
| 10. | 9 novembre 2014  | Samoa            | 44-18 | Quatre Nations | Demi d'ouverture | 8 | 1 | 2 | - |
| 11. | 15 novembre 2014 | Nouvelle-Zélande | 18-22 | Quatre Nations | Demi d'ouverture | - | - | - | - |
| 12. | 13 octobre 2018  | Nouvelle-Zélande | 24-26 | Amical         | Demi de mêlée    | - | - | - | - |
| 13. | 20 octobre 2018  | Tonga            | 34-16 | Amical         | Demi de mêlée    | 4 | 1 | - | - |
| 14. | 25 octobre 2019  | Nouvelle-Zélande | 26-4  | Coupe Océanie  | Demi de mêlée    | 2 | - | 1 | - |
| 15. | 2 novembre 2019  | Tonga            | 6-12  | Coupe Océanie  | Demi de mêlée    | - | - | - | - |
| 16. | 15 octobre 2022  | Fidji            | 42-8  | Coupe du monde | Demi de mêlée    | - | - | - | - |
| 17. | 29 octobre 2022  | Italie           | 66-6  | Coupe du monde | Demi d'ouverture | - | - | - | - |
| 18. | 4 novembre 2022  | Liban            | 48-4  | Coupe du monde | Remplaçant       | - | - | - | - |
| 19. | 14 octobre 2023  | Samoa            | 38-12 | Test-match     | Demi de mêlée    | - | - | - | - |
| 20. | 18 octobre 2023  | Nouvelle-Zélande | 36-18 | Test-match     | Demi de mêlée    | - | - | - | - |
| 21. | 4 novembre 2023  | Nouvelle-Zélande | 0-30  | Test-match     | Demi de mêlée    | - | - | - | - |

### Détails en club
| Saison | Saison          | Championnat | Championnat  | Championnat | Championnat | Championnat | Championnat | Championnat | State of Origin | State of Origin | State of Origin | State of Origin | State of Origin | State of Origin | State of Origin | Sélection | Sélection | Sélection | Sélection | Sélection | Sélection | Sélection |
| Saison | Saison          | Comp.       | Class.       | M           | Pts         | Ess.        | Buts        | Dp.         | Ed.             | Rés.            | M               | Pts             | Ess.            | Buts            | Dp.             | Compet.   | M         | Pts       | Ess.      | Buts      | Dp.       |           |
| ------ | --------------- | ----------- | ------------ | ----------- | ----------- | ----------- | ----------- | ----------- | --------------- | --------------- | --------------- | --------------- | --------------- | --------------- | --------------- | --------- | --------- | --------- | --------- | --------- | --------- | --------- |
| 2011   | Manly-Warringah | NRL         | Champion     | 27          | 79          | 7           | 24          | 3           |                 |                 |                 |                 |                 |                 |                 | QN        | 1         | 4         | 1         | -         | -         |           |
| 2012   | Manly-Warringah | NRL         | Finale prél. | 27          | 35          | 7           | 3           | 1           |                 |                 |                 |                 |                 |                 |                 |           |           |           |           |           |           |           |
| 2013   | Manly-Warringah | NRL         | Finaliste    | 27          | 46          | 11          | -           | 2           | 2013            | Vainqueur       | 2               | -               | -               | -               | -               | CM        | 5         | 8         | 2         | -         | -         |           |
| 2014   | Manly-Warringah | NRL         | 2e tour      | 23          | 16          | 3           | -           | 4           | 2014            | Perdant         | 3               | -               | -               | -               | -               | QN        | 5         | 8         | 1         | 2         | -         |           |
| 2015   | Manly-Warringah | NRL         | 9e           | 23          | 16          | 4           | -           | -           | 2015            | Vainqueur       | 1               | -               | -               | -               | -               |           |           |           |           |           |           |           |
| 2016   | Manly-Warringah | NRL         | 13e          | 19          | 22          | 5           | -           | 2           |                 |                 |                 |                 |                 |                 |                 |           |           |           |           |           |           |           |
| 2017   | Manly-Warringah | NRL         | 1er tour     | 25          | 46          | 6           | 9           | 4           |                 |                 |                 |                 |                 |                 |                 |           |           |           |           |           |           |           |
| 2018   | Manly-Warringah | NRL         | 15e          | 24          | 164         | 8           | 65          | 2           | 2018            | Perdant         | 1               | 4               | 1               | -               | -               |           | 2         | 4         | 1         | -         | -         |           |
| 2019   | Manly-Warringah | NRL         | 2e tour      | 21          | 64          | 5           | 21          | 2           | 2019            | Perdant         | 3               | -               | -               | -               | -               |           |           |           |           |           |           |           |
| 2020   | Manly-Warringah | NRL         | 13e          | 20          | 49          | 6           | 12          | 1           | 2020            | Vainqueur       | 3               | 6               | -               | 3               | -               |           |           |           |           |           |           |           |
| 2021   | Manly-Warringah | NRL         | Finale prél. | 25          | 40          | 9           | 1           | 2           | 2021            | Perdant         | 3               | -               | -               | -               | -               |           |           |           |           |           |           |           |
| 2022   | Manly-Warringah | NRL         | 11e          | 22          | 52          | 5           | 15          | 2           | 2022            | Vainqueur       | 1               | -               | -               | -               | -               | CM        | 3         | -         | -         | -         | -         |           |
| 2023   | Manly-Warringah | NRL         | 12e          | 22          | 77          | 9           | 20          | 1           | 2023            | Vainqueur       | 3               | -               | -               | -               | -               |           | 3         | -         | -         | -         | -         |           |
| 2024   | Manly-Warringah | NRL         | 2e tour      | 24          | 66          | 8           | 16          | 2           | 2024            | Perdant         | 3               | -               | -               | -               | -               |           |           |           |           |           |           |           |
| 2025   | Manly-Warringah | NRL         |              | 4           | 8           | 2           | -           | -           |                 |                 |                 |                 |                 |                 |                 |           |           |           |           |           |           |           |